# إنغريد برغمانز
إنغريد برغمانز Ingrid Berghmans (24 أغسطس 1961 في كورسيل) وتعرف أيضاً باسم إنغريد فالوت. هي لاعبة جودو بلجيكية، حصلت ثماني مرات على لقب رياضي العام في بلجيكا.
حصلت على الميدالية الذهبية من فئة 72 كجم في الألعاب الأولمبية الصيفية عام 1988.

## روابط خارجية
- إنغريد برغمانز على موقع الفيدرالية الدولية للجودو (الإنجليزية)
- إنغريد برغمانز على موقع JudoInside.com (الإنجليزية)
- إنغريد برغمانز على موقع AllJudo.net (الفرنسية)
- إنغريد برغمانز على موقع أوليمبيديا (الإنجليزية)